# Tranås (stad)
Tranås is de hoofdstad van de gemeente Tranås in het landschap Småland en de provincie Jönköpings län in Zweden. De plaats had in 2005 17.017 inwoners en een oppervlakte van 1049 hectare.

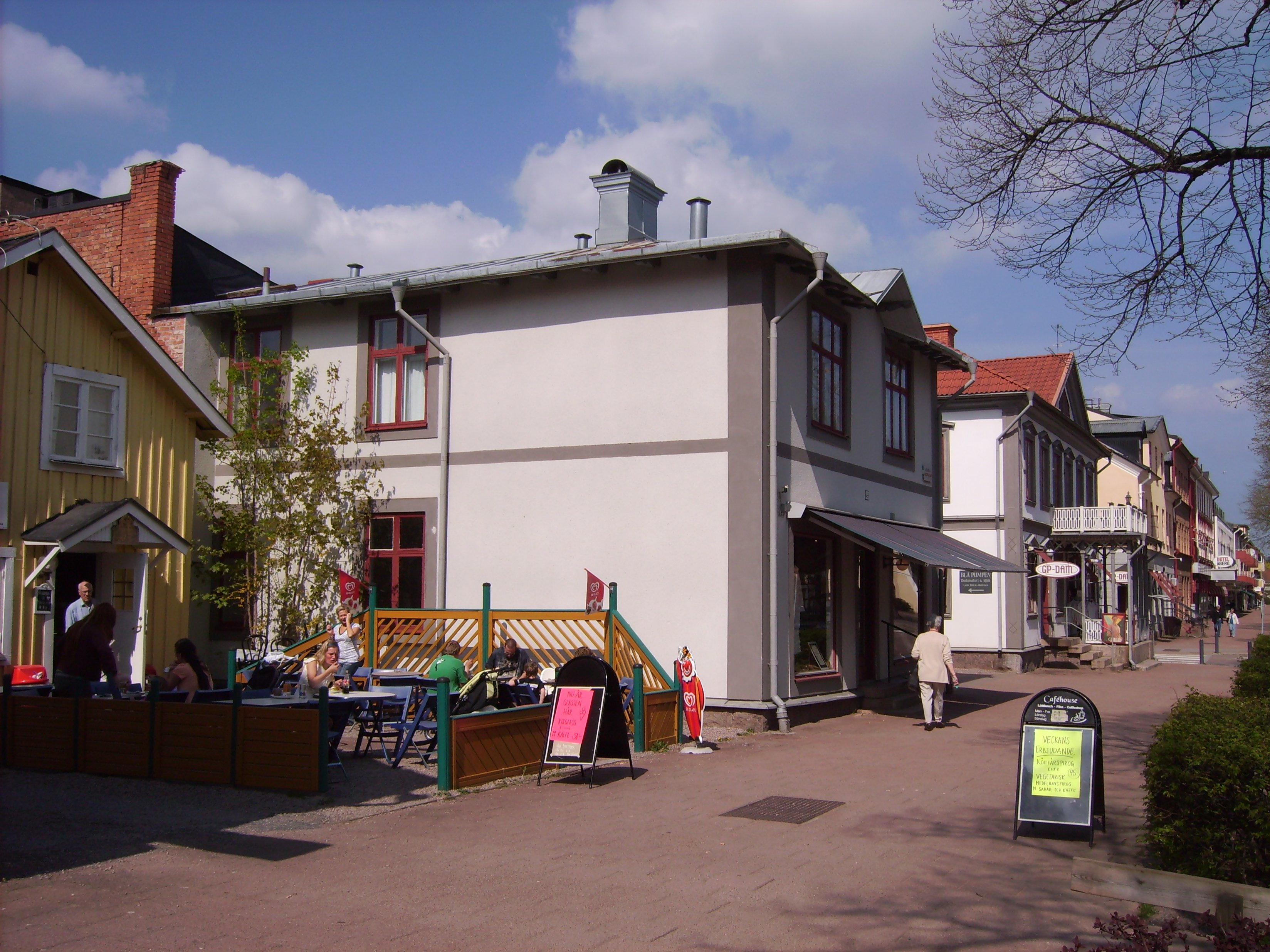
Straat in Tranås
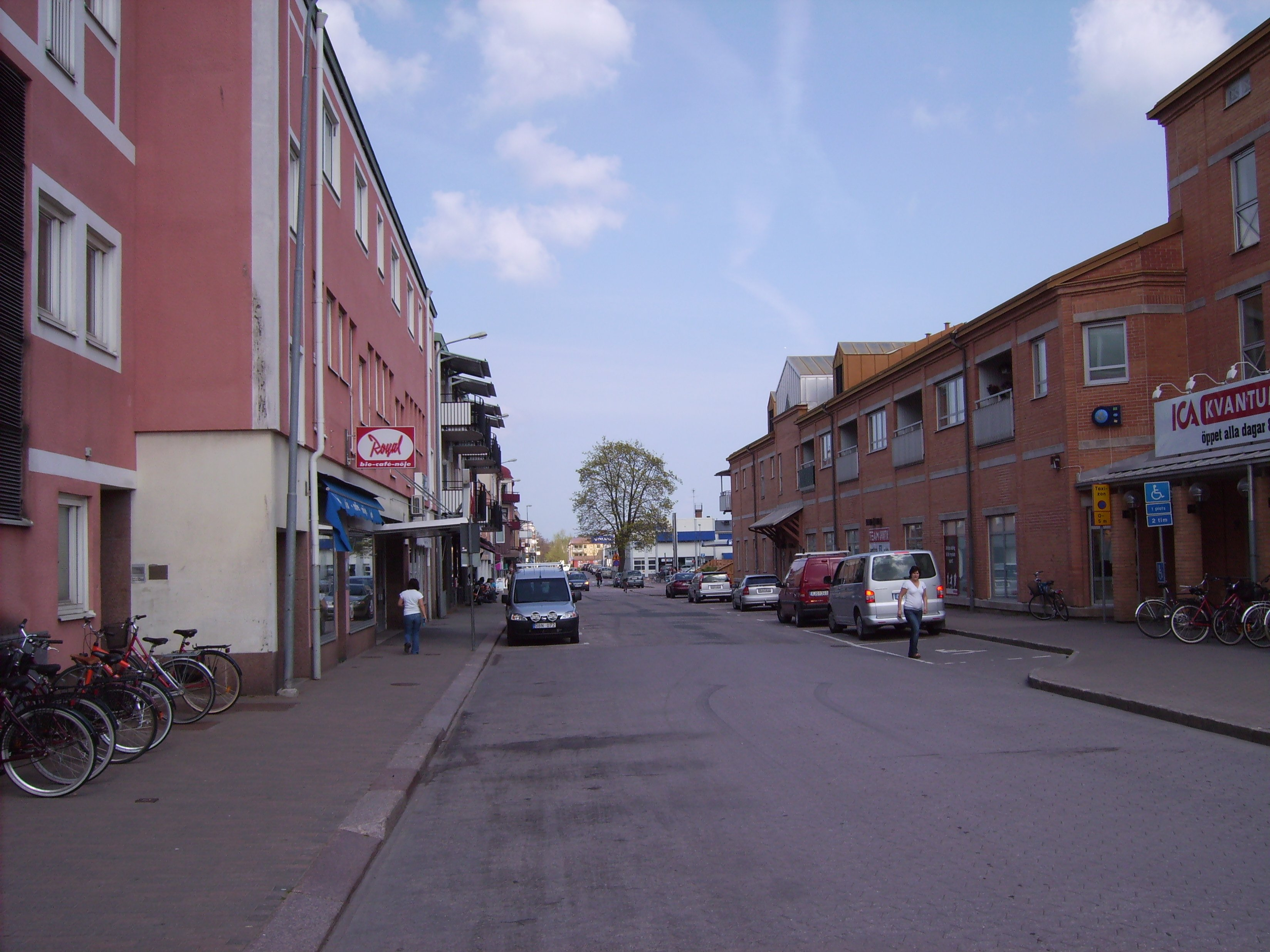
Straat in Tranås
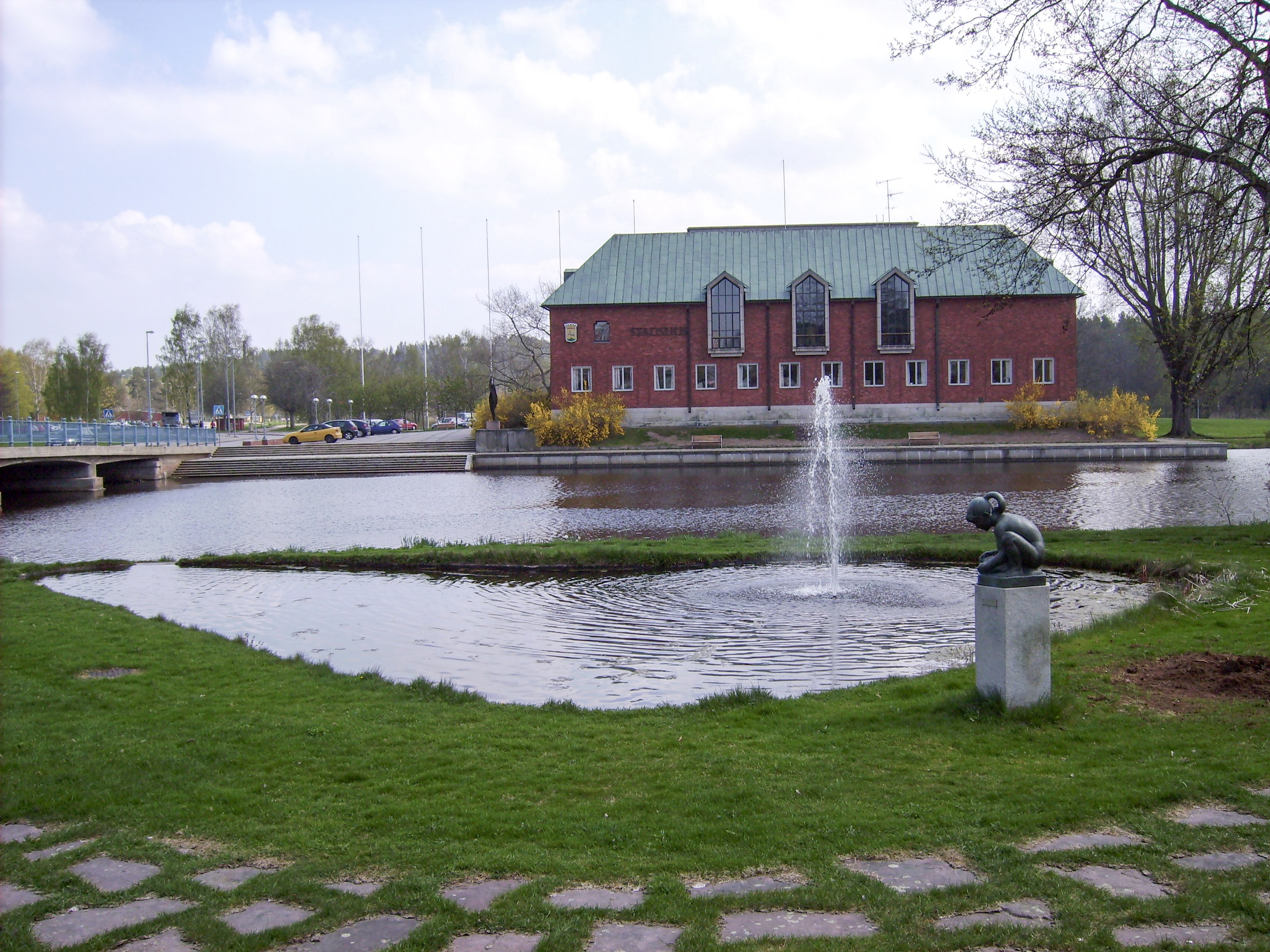
Stadhuis
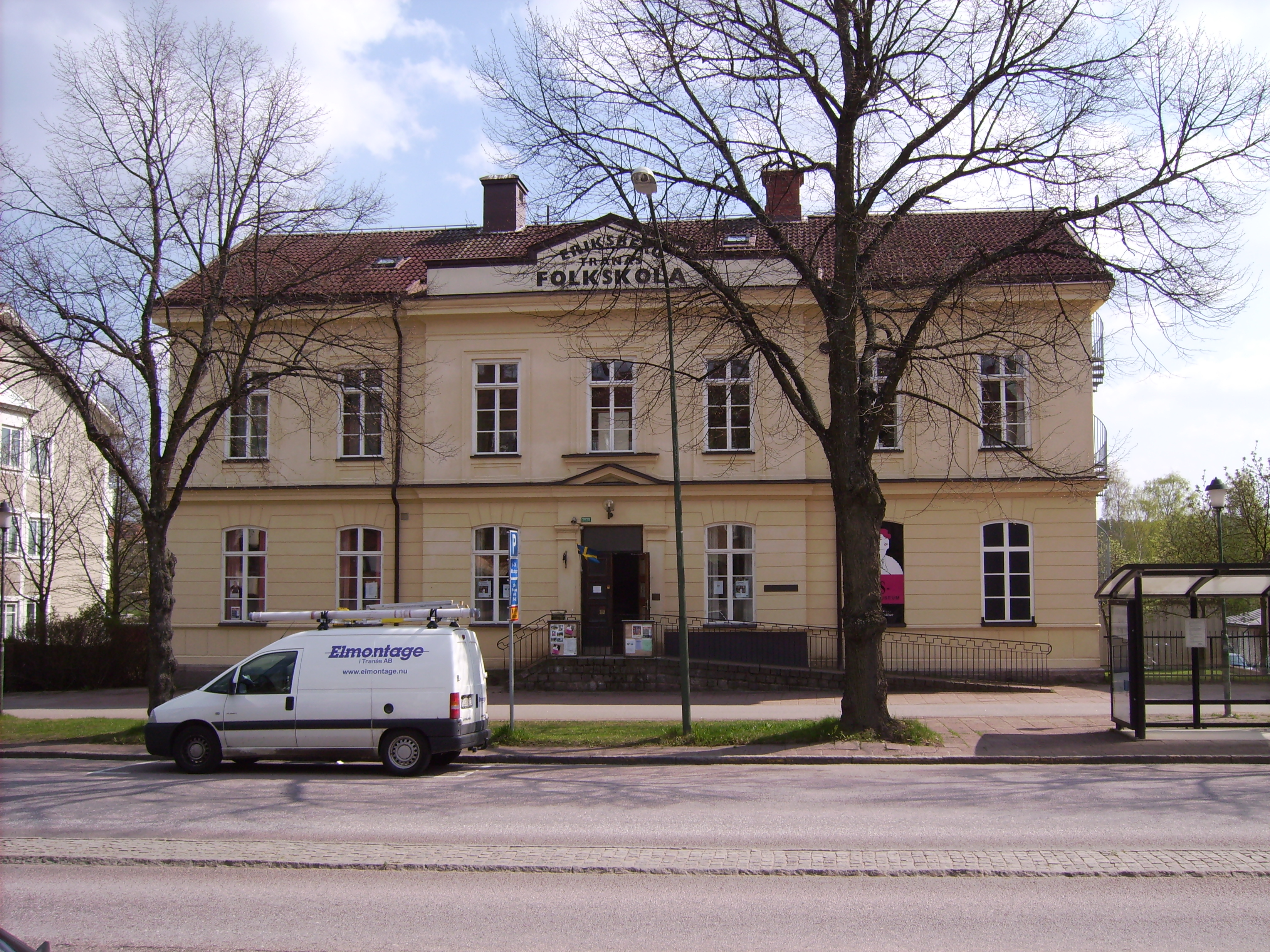
Erisbergsmuseum
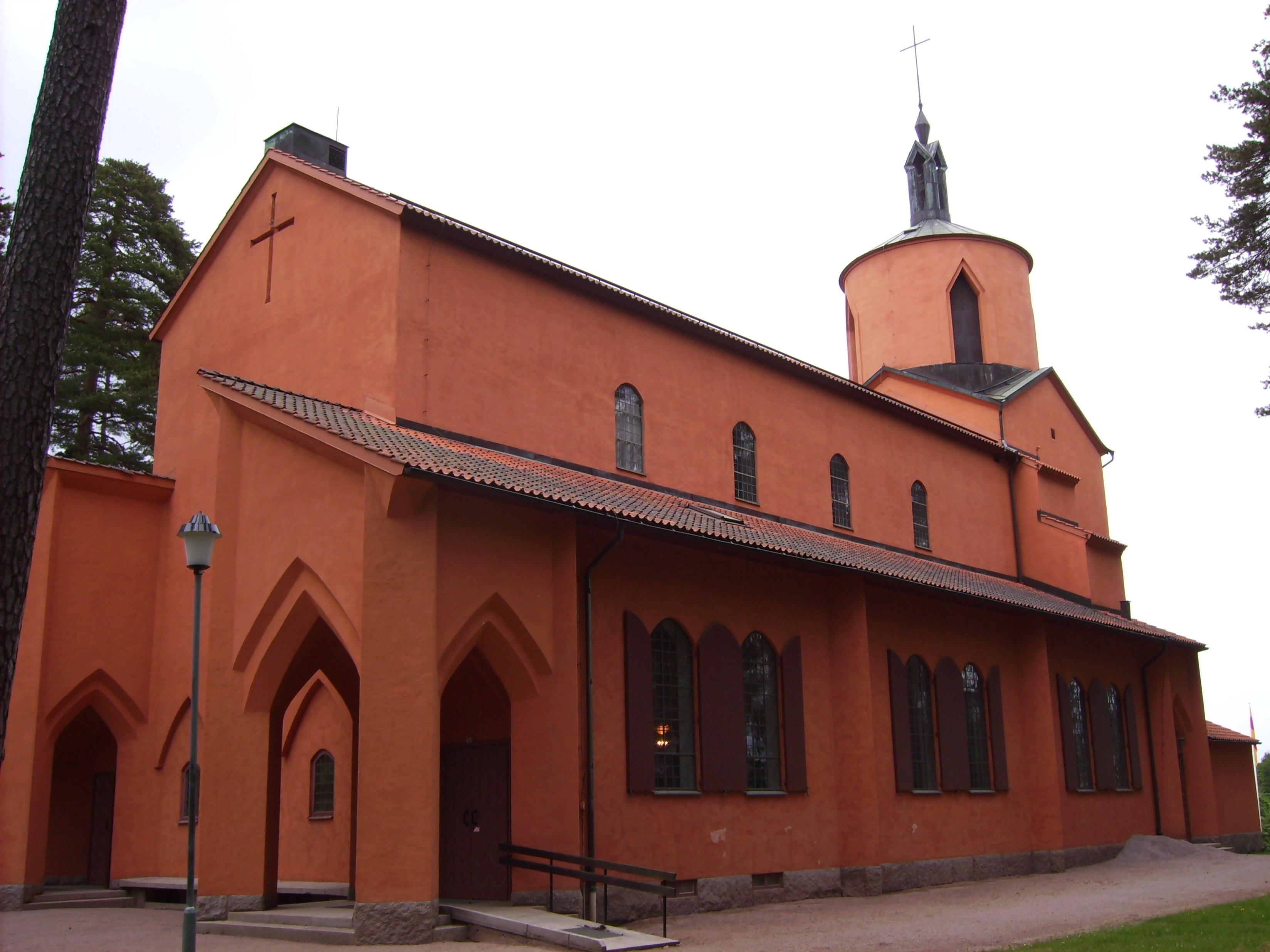
Kerk in Tranås

## Verkeer en vervoer
Bij de plaats lopen de Riksväg 32 en Länsväg 131.
De plaats heeft een station op de spoorlijnen Katrineholm - Malmö en Katrineholm - Nässjö.